# 片岡高房

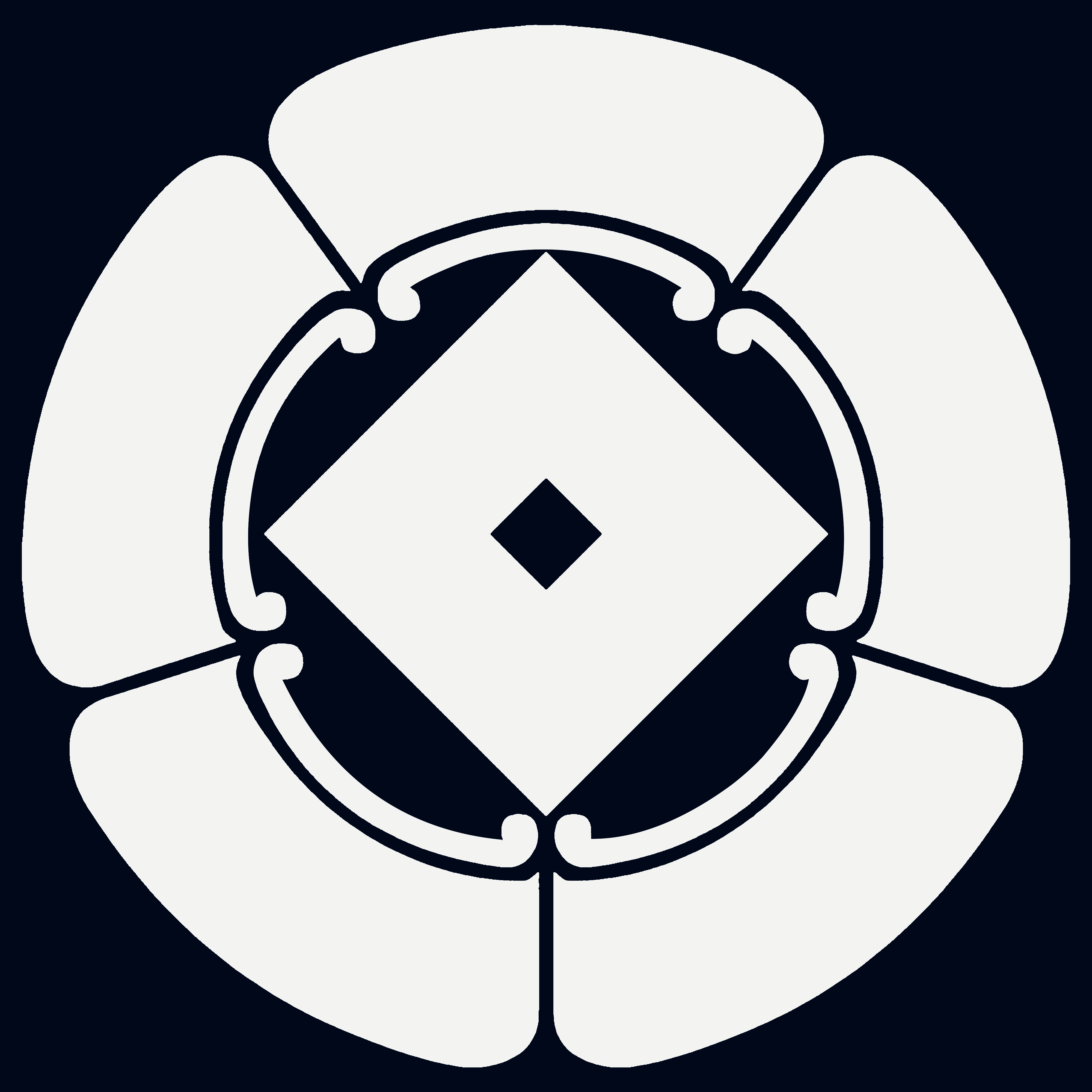
片岡家の家紋。
瓜の内に釘抜（うり の うち に くぎぬき）

片岡 高房（かたおか たかふさ　寛文7年（1667年） - 元禄16年2月4日（1703年3月20日））は、江戸時代前期の武士。赤穂浪士四十七士の一人。赤穂藩では側用人・児小姓頭をつとめ、浅野長矩から最大の寵愛を受けた。通称は、はじめ新六（しんろく）、のちに源五右衛門（げんごえもん）と称した。
本姓は近江源氏。家紋は瓜の内釘貫。変名は、吉岡勝兵衛。

## 生涯

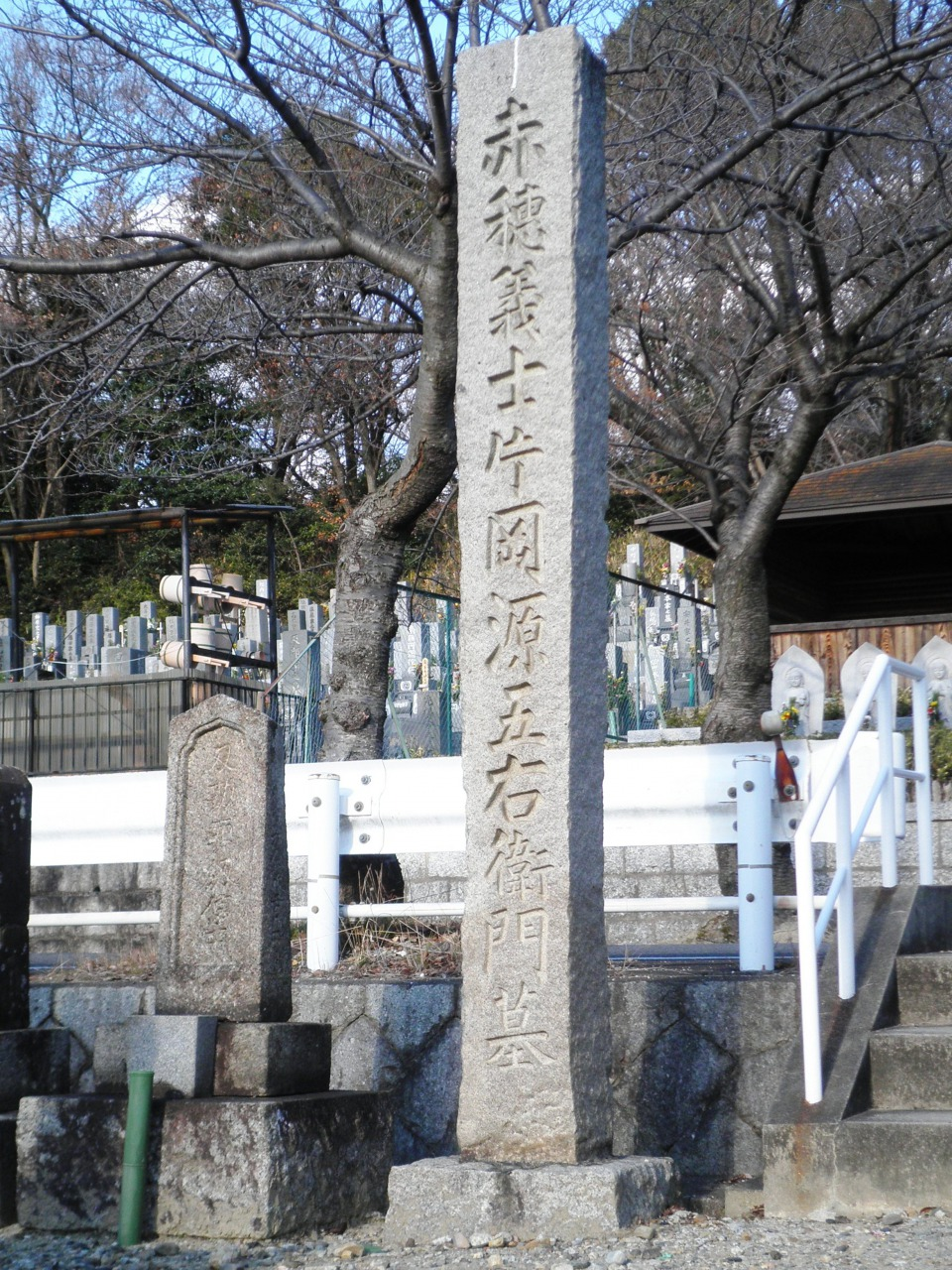
愛知県名古屋市千種区の片岡源五右衛門墓。中区新栄乾徳寺より移転した（遺体の埋葬を伴わない供養塔である）。

寛文7年（1667年）、尾張藩徳川家の家臣・熊井重次（知行300石御蔵米120石）の長男として名古屋に生まれる。生母が側室であったため、寛文10年（1670年）に正室の子である熊井次常が生まれると、嫡男たる地位を奪われた。高房は弟ながら正室の子である次常に対しては「兄上」と呼ばされたといわれる。なお他にも熊井重康、熊井重長など弟2人、妹2人がいる。
延宝2年（1674年）、親戚の赤穂藩士・片岡六左衛門（知行100石）に養子に入った。父・熊井重次の弟・長左衛門の娘が片岡六郎左衛門に嫁いでいたという関係にあったためである。
延宝3年（1675年）、養父・六左衛門が死去したため、9歳にして片岡家100石の家督を相続。この年のうちから小姓として浅野長矩の側近くに仕えている。長矩とは同い年であったこともあり、非常に気が合ったようである。また長矩からの信任が深かったため、長矩とは男色の関係にあったともいわれた。
そのため、しばしば家禄の加増を受けており、貞享3年（1686年）4月9日と元禄4年（1691年）1月12日にそれぞれ100石の加増があった。なお、この際のいずれも「片岡新六」名義になっており、これ以降の段階で源五右衛門に改名したとみられる。またこの頃には浅野家臣・八嶋惣左衛門の娘を妻に迎え、元禄5年（1692年）に長男新六、元禄8年（1695年）に次男六之助、元禄10年（1697年）に長女るい子（津金善次郎室）、元禄12年（1699年）、次女の片岡中右衛門室を儲けた。元禄12年（1699年）1月12日にはさらに50石加増され、都合350石を知行した。これは赤穂浪士の中では1500石の大石良雄に次いで家禄が高かった。
元禄14年（1701年）3月14日、主君・浅野長矩が江戸城松之大廊下で吉良義央に刃傷に及んだ際には城内に供待ちをしていた。長矩は陸奥国一関藩主田村建顕屋敷にお預けとなり、即日切腹と決まった。田村家の資料である『内匠頭お預かり一件』によると、浅野長矩は高房と礒貝正久に宛てて「孤の段、兼ねて知らせ申すべく候得共、今日やむ事を得ず候故、知らせ申さず候、不審に存ず可く候」という謎めいた遺言を田村家臣の口述筆記で残したことが記されている（ただし、文章がしり切れてしまっており不自然な内容であるため、この後に続く文は江戸幕府を憚って田村家で消された可能性が高い）。
長矩の切腹後、片岡らは礒貝正久や田中貞四郎ら長矩の側用人たちと一緒に遺体受け取りに田村邸に出向いた。介錯に失敗し、二度斬りされた首と胴体を確認した（二度斬りにより、血が大量に周囲に飛び散りかかったという）。高房は長矩の遺骸を泉岳寺に葬り、その墓前で髻を切って吉良義央への仇討ちを誓った。
吉良への仇討ちの同志を募るため、高房は赤穂へ赴いたが、このとき赤穂藩では殉死切腹が藩士達の主流意見であったため、仇討ちの同志は集まらなかった。赤穂で同志を募ることを諦めた高房らは、大石良雄の義盟にも加わらず、開城後に江戸に戻っていった。しかし、堀部武庸ら江戸急進派ともうまくいかず、礒貝ら長矩側近たちと一緒に独自のグループをつくって、吉良義央の首を狙った。結局、元禄15年（1702年）3月、江戸急進派鎮撫のために江戸に下ってきた吉田兼亮から説得を受けたのを機に、ようやく大石の義盟に加わる決意をした。その後、吉岡勝兵衛と称して江戸南八丁堀湊町に借家。閏8月には尾張の父や兄（本当は弟だが）達に連座しないように義絶状を送っている。
12月15日未明の吉良屋敷討ち入りにおいては、高房は表門隊に属して屋内において十文字槍で戦った。2時間あまりの激闘の末に、武林隆重が吉良義央を斬殺し、間光興が首を取り本懐を果たした。赤穂浪士一党は泉岳寺へ引き上げ、義央の首級を浅野長矩の墓前に供えて仇討ちを報告している。
討ち入り後に、高房は大石良雄らとともに熊本藩主・細川綱利の中屋敷に預けられた。実父・熊井重次と異母弟・次常（正室の子）は絶縁した。世話役の堀内伝右衛門から軽視されたせいか、大石や他義士のような逸話や辞世の句や歌が記録されていない。
元禄16年（1703年）2月4日、幕命により、切腹。介錯人は細川家家臣の二宮久重。享年37。主君浅野長矩と同じ高輪泉岳寺に葬られた。戒名は刃勘要剣信士。
長男の新六は、同年5月に出家したため、次男・六之助は当時九歳（のち出家）で連座を免れた。妻（八嶋惣左衛門の娘）や妹二人は生活苦にあえいだと伝わる。また、娘・るいは尾張浪人の大叔父・熊井長左衛門が引き取り、津金善次右衛門の妾となった。
この縁と生誕地であることから、名古屋の乾徳寺にも片岡の墓が置かれた。この墓は明治維新を経て荒廃したものの、1946年（昭和21年）、同市に設置された墓地整理委員会の指導により、平和公園に移して再設置されている。（画像参照）
赤穂では、破懐された屋敷跡に中央義士会により『片岡源五右衛門宅址』碑が建てられている。

## 逸話と信憑性
切腹の副検死役である多門重共（幕府目付）が記した『多門筆記』によると、高房は最期に一目浅野長矩と会うことができたとされている。
長矩が切腹の坐に向かうときに、高房が庭先にひかえて涙ながらに無言の別れをする場面は、『忠臣蔵』を題材にしたドラマなどではよく描かれている。
それによると、高房は「最期に一目我が主にお目通りを」と田村邸の家臣達に懇願したが、このことを田村建顕が、正検死役の庄田安利（幕府大目付）に告げ対応を伺ったが、庄田は取り合おうとしなかった。そこへ副検死役の多門と大久保忠鎮が現れ、2人は庄田に「内匠頭に判決を読み渡している内にその者をつれて来なさい。内匠頭と距離をとらせ、刀を持たせず、その者の周りを取り囲んでいれば一目見るぐらいならば問題はない。もしその者が主君を助けようと飛び出したとしても田村家の家臣も大勢いるのだから、取り押さえられないことはないだろう。最後に一目会いたいという願いを叶えてやるのは人間として当然の慈悲であると心得るが、いかがか？」と迫ったところ、庄田は「お好きにされよ」とだけ答えた。ただ片岡に長矩は気付かず、片岡も主君の姿を遠くから見ただけで終わった。
これらは多門の自称であり、『内匠頭お預かり一件』はじめ田村家の資料からそのような情報は引き出せない。元禄赤穂事件研究家の間では「多門伝八郎には虚言癖がある」とする説が主流になっている。田村家が幕府に遠慮して資料を残さなかった可能性もあるので、この一件に関しても、多門の虚言であるとは断定できない。ただ、一関藩からの遺体受け取りの要請で片岡は田村邸に出向いており、もし既に田村邸に居たのなら、そのまま受け取って帰ればよいわけで矛盾がある。
そして何よりも、赤穂側の史料にこれほど大切なことがまったく記されてないのである。

## 創作・脚色
浪曲・講談では、鶴を殺して吸い物の具にして食べ内蔵助を仰天させたり、実父の重次郎から煙管で横面を打たれたり蹴られたりたりする、映画・ドラマの二枚目振りとは異なり滑稽なキャラクターにされている。